# Giải vô địch bóng đá Đông Nam Á 2020 (vòng đấu loại trực tiếp)
Vòng đấu loại trực tiếp của Giải vô địch bóng đá Đông Nam Á 2020 là giai đoạn thứ hai và cuối cùng của Giải vô địch bóng đá Đông Nam Á 2020, sau giai đoạn vòng bảng. Giai đoạn đấu loại trực tiếp được tổ chức từ ngày 22 tháng 12 năm 2021 đến ngày 1 tháng 1 năm 2022 với hai đội đứng đầu từ mỗi bảng (tổng cộng bốn đội) giành quyền tham dự. Mỗi cặp đấu sẽ thi đấu theo thể thức hai lượt đi và về. Hiệp phụ và loạt sút luân lưu sẽ được sử dụng để quyết định đội thắng nếu cần thiết. Do giải đấu lần này thi đấu tập trung tại Singapore, luật bàn thắng sân khách sẽ không được áp dụng.

## Các đội tuyển vượt qua vòng bảng
Hai đội tuyển quốc gia đứng đầu từ mỗi bảng được lọt vào vòng đấu loại trực tiếp.
| Bảng | Đội đứng nhất bảng | Đội đứng nhì bảng |
| ---- | ------------------ | ----------------- |
| A    | Thái Lan           | Singapore         |
| B    | Indonesia          | Việt Nam          |

## Lịch thi đấu
Lịch thi đấu của mỗi vòng như sau.
| Vòng      | Lượt đi                 | Lượt về                 |
| --------- | ----------------------- | ----------------------- |
| Bán kết   | 22–23 tháng 12 năm 2021 | 25–26 tháng 12 năm 2021 |
| Chung kết | 29 tháng 12 năm 2021    | 1 tháng 1 năm 2022      |

## Nhánh đấu
|  | Bán kết | Bán kết            | Bán kết  | Bán kết | Bán kết |   |    | Chung kết | Chung kết | Chung kết | Chung kết | Chung kết |
|  |         |                    |          |         |         |   |    |           |           |           |           |           |
|  | A2      | Singapore          | 1        | 2       | 3       |   |    |           |           |           |           |           |
|  | B1      | Indonesia (s.h.p.) | 1        | 4       | 5       |   |    |           |           |           |           |           |
|  |         |                    |          |         |         |   | B1 | Indonesia | 0         | 2         | 2         |           |
|  |         | A1                 | Thái Lan | 4       | 2       | 6 |    |           |           |           |           |           |
|  | B2      | Việt Nam           | 0        | 0       | 0       |   |    |           |           |           |           |           |
|  | A1      | Thái Lan           | 2        | 0       | 2       |   |    |           |           |           |           |           |

## Bán kết
| Đội 1     | TTS | Đội 2     | Lượt đi | Lượt về      |
| --------- | --- | --------- | ------- | ------------ |
| Singapore | 3–5 | Indonesia | 1–1     | 2–4 (s.h.p.) |
| Thái Lan  | 2–0 | Việt Nam  | 0–2     | 0–0          |

### Lượt đi

#### Singapore v Indonesia
| Singapore       | 1–1                             | Indonesia   |
| --------------- | ------------------------------- | ----------- |
| - Ik. Fandi 70' | Chi tiết (AFFSZ) Chi tiết (AFF) | - Witan 28' |

| Singapore | Indonesia |

| GK               | 18 | Hassan Sunny        |     |     |
| RB               | 4  | Nazrul Nazari       |     |     |
| CB               | 17 | Irfan Fandi         |     |     |
| CB               | 21 | Safuwan Baharudin   | 45' |     |
| CB               | 23 | Zulfahmi Arifin     |     | 46' |
| LB               | 25 | Nur Adam Abdullah   | 16' | 65' |
| CM               | 15 | Song Ui-young       |     | 66' |
| CM               | 8  | Shahdan Sulaiman    |     |     |
| CM               | 14 | Hariss Harun (c)    |     |     |
| CF               | 9  | Ikhsan Fandi        |     | 71' |
| CF               | 10 | Faris Ramli         |     | 87' |
| Cầu thủ dự bị:   |    |                     |     |     |
| MF               | 6  | Anumanthan Kumar    |     | 46' |
| DF               | 13 | Zulqarnaen Suzliman |     | 65' |
| FW               | 20 | Shawal Anuar        |     | 66' |
| FW               | 7  | Amy Recha           |     | 71' |
| FW               | 11 | Hafiz Nor           |     | 87' |
| Huấn luyện viên: |    |                     |     |     |
| Tatsuma Yoshida  |    |                     |     |     |

| GK               | 23 | Nadeo Argawinata      |     |       |     |
| RB               | 14 | Asnawi Mangkualam (c) |     |       |     |
| CB               | 19 | Fachrudin Aryanto     |     |       |     |
| CB               | 28 | Alfeandra Dewangga    |     |       |     |
| CB               | 5  | Rizky Ridho           |     | 46'   |     |
| LB               | 12 | Pratama Arhan         | 36' |       |     |
| RM               | 8  | Witan Sulaeman        |     |       |     |
| CM               | 13 | Rachmat Irianto       |     | 66'   |     |
| CM               | 15 | Ricky Kambuaya        |     |       |     |
| LM               | 25 | Irfan Jaya            |     | 90+1' |     |
| CF               | 27 | Dedik Setiawan        |     | 46'   |     |
| Cầu thủ dự bị:   |    |                       |     |       |     |
| FW               | 7  | Ezra Walian           |     | 46'   | 79' |
| DF               | 30 | Elkan Baggott         |     | 46'   |     |
| MF               | 6  | Evan Dimas            |     | 66'   |     |
| FW               | 29 | Hanis Sagara Putra    |     | 79'   |     |
| MF               | 22 | Yabes Roni            |     | 90+1' |     |
| Huấn luyện viên: |    |                       |     |       |     |
| Shin Tae-yong    |    |                       |     |       |     |

| Trợ lý trọng tài: Park Kyun-yong (Hàn Quốc) Kang Dong-ho (Hàn Quốc) Trọng tài thứ tư: Kim Dae-yong (Hàn Quốc) |

| Thống kê             | Singapore | Indonesia |
| -------------------- | --------- | --------- |
| Bàn thắng            | 1         | 1         |
| Tổng số cú sút       | 11        | 10        |
| Số cú sút trúng đích | 3         | 2         |
| Kiểm soát bóng       | 51%       | 49%       |
| Phạt góc             | 6         | 6         |
| Phạm lỗi             | 16        | 18        |
| Việt vị              | 0         | 3         |
| Thẻ vàng             | 2         | 1         |
| Thẻ đỏ               | 0         | 0         |

#### Việt Nam v Thái Lan
| Việt Nam | 0–2                             | Thái Lan             |
| -------- | ------------------------------- | -------------------- |
|          | Chi tiết (AFFSZ) Chi tiết (AFF) | - Chanathip 14', 23' |

| Việt Nam | Thái Lan |

| GK               | 23 | Trần Nguyên Mạnh      |     |     |
| CB               | 16 | Nguyễn Thành Chung    |     |     |
| CB               | 3  | Quế Ngọc Hải (c)      |     |     |
| CB               | 2  | Đỗ Duy Mạnh           |     | 85' |
| RM               | 17 | Vũ Văn Thanh          | 43' | 76' |
| CM               | 14 | Nguyễn Hoàng Đức      |     |     |
| CM               | 11 | Nguyễn Tuấn Anh       | 5'  | 46' |
| LM               | 7  | Nguyễn Phong Hồng Duy |     |     |
| AM               | 19 | Nguyễn Quang Hải      | 38' |     |
| AM               | 10 | Nguyễn Công Phượng    |     | 58' |
| CF               | 9  | Nguyễn Văn Toàn       |     | 46' |
| Cầu thủ dự bị:   |    |                       |     |     |
| AM               | 20 | Phan Văn Đức          |     | 46' |
| CF               | 22 | Nguyễn Tiến Linh      |     | 46' |
| CF               | 17 | Hà Đức Chinh          |     | 58' |
| RB               | 13 | Hồ Tấn Tài            |     | 76' |
| CB               | 5  | Phạm Xuân Mạnh        |     | 85' |
| Huấn luyện viên: |    |                       |     |     |
| Park Hang-seo    |    |                       |     |     |

| GK                  | 20 | Chatchai Budprom         | 43' |     |
| RB                  | 15 | Narubadin Weerawatnodom  | 34' | 88' |
| CB                  | 4  | Manuel Bihr              |     |     |
| CB                  | 26 | Kritsada Kaman           | 87' |     |
| LB                  | 3  | Theerathon Bunmathan     | 26' |     |
| CM                  | 12 | Thanawat Suengchitthawon |     | 46' |
| CM                  | 16 | Phitiwat Sukjitthammakul |     |     |
| CM                  | 6  | Sarach Yooyen            |     |     |
| AM                  | 18 | Chanathip Songkrasin (c) |     | 88' |
| CF                  | 10 | Teerasil Dangda          |     | 77' |
| CF                  | 7  | Supachok Sarachat        |     | 62' |
| Cầu thủ dự bị:      |    |                          |     |     |
| CM                  | 8  | Thitiphan Puangchan      |     | 46' |
| CF                  | 22 | Supachai Chaided         |     | 62' |
| CM                  | 24 | Worachit Kanitsribampen  |     | 77' |
| CM                  | 27 | Weerathep Pomphan        |     | 88' |
| CB                  | 19 | Tristan Do               |     | 88' |
| Huấn luyện viên:    |    |                          |     |     |
| / Alexandré Pölking |    |                          |     |     |

| Trợ lý trọng tài: Zahy Snaid Alshammari (Qatar) Salman Mohd Ebrahim (Bahrain) Trọng tài thứ tư: Ammar Ebrahim Mahfoodh (Bahrain) |

| Thống kê             | Việt Nam | Thái Lan |
| -------------------- | -------- | -------- |
| Bàn thắng            | 0        | 2        |
| Tổng số cú sút       | 14       | 6        |
| Số cú sút trúng đích | 2        | 3        |
| Kiểm soát bóng       | 47%      | 53%      |
| Phạt góc             | 3        | 3        |
| Phạm lỗi             | 21       | 18       |
| Việt vị              | 3        | 2        |
| Thẻ vàng             | 3        | 4        |
| Thẻ đỏ               | 0        | 0        |

### Lượt về

#### Indonesia v Singapore
| Indonesia                                                  | 4–2 (s.h.p.)                    | Singapore                  |
| ---------------------------------------------------------- | ------------------------------- | -------------------------- |
| - Walian 11' - Arhan 87' - Anuar 91' (l.n.) - Vikri 105+2' | Chi tiết (AFFSZ) Chi tiết (AFF) | - Song 45+4' - Shahdan 74' |

| Indonesia | Singapore |

| GK               | 23 | Nadeo Argawinata            |
| RB               | 14 | Asnawi Mangkualam (c)       |
| CB               | 19 | Fachrudin Aryanto 83'       |
| CB               | 5  | Rizky Ridho 66'             |
| LB               | 12 | Pratama Arhan               |
| DM               | 13 | Rachmat Irianto 94'         |
| DM               | 28 | Alfeandra Dewangga 107'     |
| RM               | 8  | Witan Sulaeman              |
| CM               | 15 | Ricky Kambuaya 66'          |
| LM               | 20 | Ramai Rumakiek 66'          |
| CF               | 7  | Ezra Walian 54'             |
| Danh sách dự bị: |    |                             |
| CF               | 29 | Hanis Sagara Putra 54'      |
| CF               | 25 | Irfan Jaya 66'              |
| CM               | 10 | Egy Maulana Vikri 66'       |
| CB               | 30 | Elkan Baggott 66'           |
| CM               | 6  | Evan Dimas 94'              |
| CM               | 18 | I Kadek Agung Widnyana 107' |
| Huấn luyện viên: |    |                             |
| Shin Tae-yong    |    |                             |

| GK               | 18 | Hassan Sunny 119'       |
| RB               | 13 | Zulqarnaen Suzliman 95' |
| CB               | 17 | Irfan Fandi 67'         |
| CB               | 14 | Hariss Harun (c)        |
| CB               | 21 | Safuwan Baharudin 45+2' |
| LB               | 25 | Nur Adam Abdullah 106'  |
| RM               | 15 | Song Ui-young 70'       |
| CM               | 16 | Hami Syahin 60'         |
| CM               | 8  | Shahdan Sulaiman        |
| LM               | 11 | Hafiz Nor 61'           |
| CF               | 7  | Amy Recha 60'           |
| Danh sách dự bị: |    |                         |
| CF               | 9  | Ikhsan Fandi 60'        |
| CM               | 20 | Shawal Anuar 60' 85'    |
| LM               | 10 | Faris Ramli 61'         |
| CB               | 5  | Amirul Adli 70'         |
| RB               | 4  | Nazrul Nazari 95'       |
| LB               | 3  | Tajeli Salamat 106'     |
| Huấn luyện viên: |    |                         |
| Tatsuma Yoshida  |    |                         |

| Thống kê             | Indonesia | Singapore |
| -------------------- | --------- | --------- |
| Bàn thắng            | 4         | 2         |
| Tổng số cú sút       | 35        | 15        |
| Số cú sút trúng đích | 14        | 9         |
| Kiểm soát bóng       | 61%       | 39%       |
| Phạt góc             | 15        | 3         |
| Phạm lỗi             | 27        | 15        |
| Việt vị              | 3         | 2         |
| Thẻ vàng             | 1         | 1         |
| Thẻ đỏ               | 0         | 3         |

Indonesia thắng với tổng tỉ số 5–3.

#### Thái Lan v Việt Nam
| Thái Lan | 0–0                             | Việt Nam |
| -------- | ------------------------------- | -------- |
|          | Chi tiết (AFFSZ) Chi tiết (AFF) |          |

| Thái Lan | Việt Nam |

| GK                  | 20 | Chatchai Budprom 33'              |  |  |
| RB                  | 15 | Narubadin Weerawatnodom           |  |  |
| CB                  | 4  | Manuel Bihr                       |  |  |
| CB                  | 26 | Kritsada Kaman                    |  |  |
| LB                  | 3  | Theerathon Bunmathan 58'          |  |  |
| CM                  | 14 | Pathompol Charoenrattanapirom 46' |  |  |
| CM                  | 16 | Phitiwat Sukjitthammakul          |  |  |
| CM                  | 6  | Sarach Yooyen 69'                 |  |  |
| AM                  | 8  | Thitipan Puangchan 35' 46'        |  |  |
| CF                  | 18 | Chanathip Songkrasin (c)          |  |  |
| CF                  | 10 | Teerasil Dangda 83'               |  |  |
| Danh sách dự bị:    |    |                                   |  |  |
| GK                  | 23 | Siwarak Tedsungnoen 33'           |  |  |
| CB                  | 5  | Elias Dolah 46'                   |  |  |
| CM                  | 12 | Thanawat Suengchitthawon 46'      |  |  |
| CM                  | 28 | Pokklaw Anan 69'                  |  |  |
| CF                  | 22 | Supachai Jaided 83'               |  |  |
| Huấn luyện viên:    |    |                                   |  |  |
| / Alexandré Pölking |    |                                   |  |  |

| GK               | 23 | Trần Nguyên Mạnh          |  |  |
| CB               | 13 | Hồ Tấn Tài 82'            |  |  |
| CB               | 3  | Quế Ngọc Hải (c)          |  |  |
| CB               | 4  | Bùi Tiến Dũng 46'         |  |  |
| RM               | 20 | Phan Văn Đức 69'          |  |  |
| CM               | 16 | Nguyễn Thành Chung        |  |  |
| CM               | 14 | Nguyễn Hoàng Đức          |  |  |
| LM               | 7  | Nguyễn Phong Hồng Duy 54' |  |  |
| AM               | 18 | Hà Đức Chinh 46'          |  |  |
| AM               | 19 | Nguyễn Quang Hải          |  |  |
| CF               | 22 | Nguyễn Tiến Linh 89'      |  |  |
| Danh sách dự bị: |    |                           |  |  |
| CF               | 10 | Nguyễn Công Phượng 46'    |  |  |
| CF               | 9  | Nguyễn Văn Toàn 54'       |  |  |
| CM               | 11 | Nguyễn Tuấn Anh 69' 82'   |  |  |
| CM               | 27 | Lê Văn Xuân 82'           |  |  |
| CB               | 5  | Phạm Xuân Mạnh 82'        |  |  |
| Huấn luyện viên: |    |                           |  |  |
| Park Hang-seo    |    |                           |  |  |

| Thống kê             | Thái Lan | Việt Nam |
| -------------------- | -------- | -------- |
| Bàn thắng            | 0        | 0        |
| Tổng số cú sút       | 6        | 14       |
| Số cú sút trúng đích | 1        | 4        |
| Kiểm soát bóng       | 57%      | 43%      |
| Phạt góc             | 2        | 6        |
| Phạm lỗi             | 14       | 18       |
| Việt vị              | 1        | 2        |
| Thẻ vàng             | 2        | 2        |
| Thẻ đỏ               | 0        | 0        |

Thái Lan thắng với tổng tỉ số 2–0.

## Chung kết

### Lượt đi
| Indonesia | 0–4                             | Thái Lan                                        |
| --------- | ------------------------------- | ----------------------------------------------- |
|           | Chi tiết (AFFSZ) Chi tiết (AFF) | - Chanathip 2', 52' - Supachok 67' - Bordin 83' |

| Indonesia | Thái Lan |

| GK               | 23 | Nadeo Argawinata           |
| RB               | 14 | Asnawi Mangkualam (c)      |
| CB               | 19 | Fachruddin Aryanto 46'     |
| CB               | 5  | Rizky Ridho                |
| LB               | 3  | Edo Febriansah 46'         |
| DM               | 13 | Rachmat Irianto 46'        |
| DM               | 28 | Alfeandra Dewangga         |
| RM               | 8  | Witan Sulaeman             |
| CM               | 15 | Ricky Kambuaya 62'         |
| LM               | 25 | Irfan Jaya 73'             |
| CF               | 27 | Dedik Setiawan 78'         |
| Cầu thủ dự bị:   |    |                            |
| CM               | 6  | Evan Dimas 46'             |
| DM               | 18 | I Kadek Agung Widnyana 46' |
| CB               | 30 | Elkan Baggott 46'          |
| CM               | 10 | Egy Maulana Vikri 62'      |
| LM               | 20 | Ramai Rumakiek 73'         |
| Huấn luyện viên: |    |                            |
| Shin Tae-yong    |    |                            |

| GK                  | 23 | Siwarak Tedsungnoen 74'      |
| RB                  | 13 | Philip Roller                |
| CB                  | 5  | Elias Dolah 34' 39'          |
| CB                  | 26 | Kritsada Kaman               |
| LB                  | 19 | Tristan Do 80'               |
| RM                  | 27 | Weerathep Pomphan            |
| DM                  | 16 | Phitiwat Sukjitthammakul 60' |
| AM                  | 18 | Chanathip Songkrasin (c) 74' |
| LM                  | 7  | Supachok Sarachat            |
| CF                  | 11 | Bordin Phala                 |
| CF                  | 10 | Teerasil Dangda 60'          |
| Cầu thủ dự bị:      |    |                              |
| CM                  | 28 | Pokklaw Anan 39'             |
| CF                  | 22 | Supachai Jaided 60'          |
| DM                  | 8  | Thitipan Puangchan 60'       |
| GK                  | 1  | Kawin Thamsatchanan 74'      |
| AM                  | 24 | Worachit Kanitsribampen 74'  |
| Huấn luyện viên:    |    |                              |
| / Alexandré Pölking |    |                              |

| Thống kê             | Indonesia | Thái Lan |
| -------------------- | --------- | -------- |
| Bàn thắng            | 0         | 4        |
| Tổng số cú sút       | 4         | 19       |
| Số cú sút trúng đích | 1         | 9        |
| Kiểm soát bóng       | 33%       | 67%      |
| Phạt góc             | 1         | 7        |
| Phạm lỗi             | 22        | 14       |
| Việt vị              | 2         | 2        |
| Thẻ vàng             | 1         | 2        |
| Thẻ đỏ               | 0         | 0        |

### Lượt về
| Thái Lan                    | 2–2                             | Indonesia                 |
| --------------------------- | ------------------------------- | ------------------------- |
| - Kraisorn 54' - Sarach 56' | Chi tiết (AFFSZ) Chi tiết (AFF) | - Kambuaya 7' - Vikri 80' |

Thái Lan thắng với tổng tỷ số 6–2.
| Thái Lan | Indonesia |

| GK                  | 23 | Siwarak Tedsungnoen          |
| RB                  | 15 | Narubadin Weerawatnodom      |
| CB                  | 25 | Pawee Tanthatemee 46'        |
| CB                  | 26 | Kritsada Kaman               |
| LB                  | 3  | Theerathon Bunmathan 90+4'   |
| RM                  | 12 | Thanawat Suengchitthawon 46' |
| DM                  | 6  | Sarach Yooyen 85'            |
| AM                  | 18 | Chanathip Songkrasin (c) 75' |
| LM                  | 7  | Supachok Sarachat            |
| CF                  | 10 | Teerasil Dangda 46'          |
| CF                  | 11 | Bordin Phala 33' 71'         |
| Danh sách dự bị:    |    |                              |
| CF                  | 9  | Adisak Kraisorn 46'          |
| RM                  | 16 | Phitiwat Sukjitthammakul 46' |
| CM                  | 27 | Weerathep Pomphan 46' 52'    |
| CB                  | 13 | Philip Roller 71'            |
| CF                  | 17 | Jenphob Phokhi 85'           |
| Huấn luyện viên:    |    |                              |
| / Alexandré Pölking |    |                              |

| GK               | 23 | Nadeo Argawinata          |
| RB               | 14 | Asnawi Mangkualam (c) 73' |
| CB               | 19 | Fachruddin Aryanto        |
| CB               | 28 | Alfeandra Dewangga        |
| LB               | 12 | Pratama Arhan             |
| DM               | 13 | Rachmat Irianto 74'       |
| DM               | 15 | Ricky Kambuaya            |
| RM               | 10 | Egy Maulana Vikri         |
| CM               | 8  | Witan Sulaeman            |
| LM               | 20 | Ramai Rumakiek 59'        |
| CF               | 27 | Dedik Setiawan 59'        |
| Danh sách dự bị: |    |                           |
| CF               | 25 | Irfan Jaya 59'            |
| CF               | 29 | Hanis Saghara 59' 85'     |
| CM               | 6  | Evan Dimas 74'            |
| LM               | 17 | Syahrian Abimanyu 85'     |
| Huấn luyện viên: |    |                           |
| Shin Tae-yong    |    |                           |

| Thống kê             | Thái Lan | Indonesia |
| -------------------- | -------- | --------- |
| Bàn thắng            | 2        | 2         |
| Tổng số cú sút       | 18       | 7         |
| Số cú sút trúng đích | 5        | 2         |
| Kiểm soát bóng       | 65       | 35        |
| Phạt góc             | 7        | 4         |
| Phạm lỗi             | 20       | 18        |
| Việt vị              | 2        | 1         |
| Thẻ vàng             | 4        | 1         |
| Thẻ đỏ               | 0        | 0         |